# Оттон VIII (пфальцграф Баварии)
Оттон VIII (нем. Otto VIII. von Wittelsbach; до 1180 — 7 марта 1209, Оберндорф) — пфальцграф Баварии с 1189 года, убийца Филиппа Швабского.
Родился в семье пфальцграфа Оттона VII. В исторических источниках впервые упоминается в 1193 году как наследник своего отца. Убийство Филиппа Швабского (первого из римских королей) совершил 21 июня 1208 года в Бамберге: согласно средневековым источникам, мечом перерезал ему сонную артерию. С этим событием связаны разные легендарные рассказы, но настоящие его предпосылки неизвестны. По одной из версий причиной стало расторжение помолвки с дочерью Филиппа. Соучастниками преступления считали маркграфа Генриха Истрийского и его брата, епископа Эгберта Бамбергского — возможно, по причине того, что они способствовали бегству Оттона. Его объявили лишённым покровительства законов как убийцу. Настигнутый на Дунае, 7 марта 1209 года он был убит в Оберндорфе у Кельхайма отрядом Генриха Кальдена. Позже герцог Людовик Баварский разрушил его крепости и родовой замок Виттельсбах. Голова трупа была отрублена и сброшена в Дунай, а тело долго хранилось в бочке, пока монахи из Индерсдорфа не выкрали её и похоронили его останки.